# 藍鱈

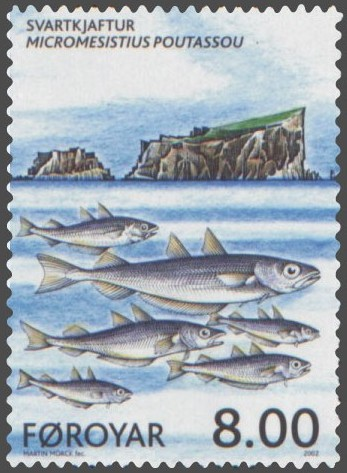
法羅群島郵票上的藍鱈。

藍鱈為輻鰭魚綱鱈形目鱈科的其中一種，分布於北大西洋區，從巴倫支海、挪威海至地中海西部；格陵蘭南部至美國東北部海域，棲息深度150-1300公尺，本魚背鰭3個，臀鰭2個，背部藍灰色，腹部白色，胸鰭基部有一黑點，背鰭軟條24-28枚，臀鰭軟條33-39枚，體長可達50公分，棲息在大陸棚及大陸坡，喜群游，具迴游習性，屬肉食性，以甲殼類、頭足類及小魚等為食，為高經濟價值的食用魚。